# Hans Baumgartner
Hans Baumgartner (* 30. května 1949, Stühlingen) je bývalý západoněmecký atlet, stříbrný olympijský medailista a trojnásobný halový mistr Evropy ve skoku do dálky.